# Rob Hopkins
Rob Hopkins (* 1968 Londýn) je britský aktivista, spisovatel a učitel. Zabývá se otázkami životního prostředí. Je známý jako zakladatel hnutí Transition. V současnosti žije v anglickém Totnesu.

## Publikace
Napsal čtyři knihy o hnutí Transition.
- The Transition Handbook (2008)
- The Transition Companion (2011)
- The Power of Just Doing Stuff (2013)
- 21 Stories of Transition (2015)